# Aega webbii
Aega webbii is een pissebed uit de familie Aegidae. De wetenschappelijke naam van de soort is voor het eerst geldig gepubliceerd in 1836 door Guérin-Méneville.